# Sramana
A sramana (szanszkrit; páli: szamana, jelentése „kereső” (kutató)) indiai vallási mozgalom volt párhuzamosan, de függetlenül a történelmi védikus vallás mellett. A sramana hagyományok, úgy mint a dzsainizmus, a buddhizmus, és az ádzsívika ugyanazokból a körökből fejlődött ki, amely a jógikus gyakorlatok kifejlődéséhez és a legfőbb indiai vallásokban népszerű koncepciókhoz vezetett, mint például a szanszára (születések és halálok körforgása) és móksa (a körforgástól való megszabadulás).

## Etimológiája és eredete
A sramana kifejezés az i. e. 1. évezredben élt, világi életről lemondott, aszkéta hagyományok gyakorlóira vonatkozik. Ezek a személyek kísérletezők voltak, más hagyományoktól és a társadalomtól függetlenek. A vallási vizázásokban szemben álltak a brahmin papokkal, akik a szövegek alapos elsajátítását és a szertartások alapos betartását részesítették előnyben.
A sramana szó a sram tőből ered, melynek jelentése „erőt kifejteni” vagy „aszkézist folytatni”. Ezért a srámana az aki erőt fejt ki vagy aszkézist folytat. Szigorúbb értelemben csak azokra használták ezt a kifejezést, akik teljes odaadással gyakoroltak és céljuk a megvilágosodás volt. A sramana hagyományok képviselőit úgy is nevezték, hogy  parivradzsaka, azaz hajléktalan vándor. Az ősi Indiában a vándorszerzetesek története csak részben követhető nyomon. A parivradzsaka kifejezést feltehetően minden utazó szerzetesre használták Indiában.
Az indiai nyelvészek egymás ellentéteként használják a sramana és a brahmin kifejezéseket, akiknek a vallási modellje különbözött egymástól. A sramana hagyományok közül néhány megmaradt a hinduizmuson kívül, ugyanis nem fogadták el a védák autoritását. Ilyen például a dzsainizmus, a buddhizmus, az ádzsívika és egyéb vallási csoportok. A sramana hagyomány egy része beolvadt a hindu dharmairodalomba.

## A mozgalmak
Több sramana mozgalom is létezett Indiában - már az i. e. 6. század előtt is -, amelyek hatással voltak az indiai filozófia ásztika és násztika hagyományaira egyaránt. A sramana mozgalom egyik legjelentősebb időszaka Mahávíra és Gautama Buddha idején volt, amikor a védikus szertartásosság volt domináns India középső részein. A sramanák alternatív módot kerestek a megvilágosodásra, miközben lemondtak a világi életről. Három jellemző tevékenységet űztek: mértékletesség, meditáció és kapcsolódó elméletek (világnézetek).
Mahávíra és Buddha a saját sramana rendjük tanítói voltak. A dzsaina ágamák és a buddhista páli kánon szerint voltak más sramana vezetők is akkoriban. A Maháparinibbána-szuttában (DN 16) egy Szubhadda nevű sramana:
...Gótama úr, itt van ez a sok ismert, híres törekvő és bráhmin, gázlókészítők, akiket sokan nagyra tartanak, mindegyiknek van közössége vagy csapata, aminek ők a mesterei – Púrana Kasszapa, Makkhali Gószála, Adzsita Készakambala, Pakudha Kaccsájana, Szancsaja Bélatthaputta, Nigantha Nátaputta. Vajon ők – ki-ki a saját tantételei alapján – mindannyian elérték a tudást, vagy egyikük sem érte el, esetleg némelyikük igen, mások nem?...
A korai buddhizmus idején megváltozott a sramanák vándorlási szokása, akik vihárákba költöztek, először csak a vassza idejére (három hónapig tartó esős évszak), majd az év egészére. A középkorra a dzsainizmusból is eltűnt a vándorlás szokása, amely a 19. században éledt fel újra. Hasonló változások többször is történetek a buddhizmuson belül.